# アニぱら音楽館
『アニぱら音楽館』（アニぱらおんがくかん）は、2001年2月から2017年12月2日までキッズステーションで放送されていたアニソン系音楽番組である。

## 概要
1998年に『ANIMEX倶楽部』内の1コーナーとして放送を開始した。翌年10月からは『アニメぱらだいす!』内に放送枠を移し、2001年2月からは単独番組として放送されている。同年10月には生演奏によるライブが主体のコーナー編成となっている。
毎回アニメソング歌手をゲストに招き、バンド演奏でのライブやレギュラーメンバーとのセッションのほか、トークが行われる。
2009年10月には、製作局のキッズステーションがハイビジョン放送を開始することに合わせてハイビジョン制作に移行した。それまで唯一のネット局であったスターカラオケでの放送は同局がハイビジョン放送を行っていないため打ち切られた。
2010年3月をもってラムズによる番組制作が終了し、翌4月から代わってビックノオが制作を担当している。
2014年2月にリニューアルし、レギュラーメンバーのサイキックラバーと黒崎真音が卒業。atsuko(angela)、織田かおり、宮本佳那子、Geroが新たに加わった。
公開録画（アニぱら音楽館 EXTREME LIVE）も9回開催しており、開催直後の放送内でその一部が放送された。
2016年4月より番組が1時間へと拡大、それに伴い放送時間も毎月第1土曜日の夜9時に変更された。
2017年12月2日に放送された第456回のラストライブを持って番組が終了。17年の歴史に幕を閉じた。

## 放送局と日時
放送時刻は6時を基準とした。
2015年3月までは隔週で変更される内容が毎週4回、計8回放送されていたが、末期は放送時間が1時間へと拡大し、月に1回のみの放送となっている。なお、これまでに地上波で放送されたことは一度もない。
| 放送地域 | 放送局             | 放送期間               | 放送日時                                                                   | 備考                                                                       |
| -------- | ------------------ | ---------------------- | -------------------------------------------------------------------------- | -------------------------------------------------------------------------- |
| 日本全国 | キッズステーション | 2001年2月 - 2017年12月 | 土曜 21時00分 - 22時00分（第1土曜のみ） 日曜 23時30分 - 24時00分           | 製作局。土曜 21時00分からの放送が初回。2016年4月より放送時刻が変更された。 |
| 日本全国 | スターカラオケ     | 2005年4月 - 2009年10月 | 木曜 15時30分 - 16時00分 木曜 23時00分 - 23時30分 日曜 24時00分 - 24時30分 | 木曜 15時30分からの放送が初回。第166回から放送開始。第278回で放送終了。    |
| 日本全国 | ニコニコ動画       | 2014年6月 - 2017年12月 | 金曜 24時00分更新                                                          | 第396回から放送開始。                                                      |

## 出演者

### 番組終了時のメンバー
- 影山ヒロノブ
- 遠藤正明（2000年1月 - ）
- atsuko(angela)（2014年2月 - ）
- 織田かおり（2014年2月 - ）
- Gero（2014年2月 - ）

永遠の準レギュラー
- きただにひろし

#### 過去のレギュラーメンバー
- 清水香里（2000年10月 - 2002年12月）
- サイキックラバー（2001年10月 - 2014年1月）[3]
- 下川みくに（2003年1月 - 2006年4月）
- 近江知永（2006年4月 - 2010年3月）
- ELISA（2010年4月 - 2011年11月）
- 黒崎真音（2011年11月 - 2014年1月）[7][3]

### バンドメンバー
- 須藤賢一 - 音響監督、キーボード
- 岩田ガンタ康彦 - ドラム
- IMAJO（サイキックラバー） - ギター
- 山本直哉 - ベース

## コーナー
- オープニングライブ
- リクエストライブ[2]
- ゲストトーク[2]
  - ゲストインフォメーション
- ゲストライブ[8]
- セッション[2]
- アニぱら音楽館 LIVE NEWS
- 楽屋アコギ
- MANGATRIO（影山ヒロノブ、遠藤正明、きただにひろし）による出前アコギのコーナー
- Pick Up[8]

## 主要スタッフ
- プロデューサー - 因真一郎、竹内誉人、小野健吾
- 楽器協力 - ヤマハ、キラーギターズ
- ナレーション - 森一丁→田辺留依
- 制作協力 - 日本コロムビア、ジェネオン・ユニバーサル・エンターテイメントジャパン、ランティス
- 制作 - ビックノオ
- 製作著作 - キッズステーション

## 主題歌
「Go!Go!Paradise!!〜自分革命〜」
歌：影山ヒロノブ、遠藤正明、サイキックラバー、近江知永

## その他の特記事項
過去のネット局のスターカラオケではランティスがPT扱いでスポンサーとなり、番組内のCMが全てランティスから発売されているCDのものとなっており、番組終了後のステーションブレイクではPVが流れていた。これは、同局が原則としてスポットCMを放送しないためである。ただし、末期にはいずれも放送されなくなっていた。さらに、スターカラオケでは全ての番組でチャンネルロゴ表示が表示されないため、これらを踏まえてスターカラオケでの放送分を視聴している人も少なくなかった。